# 朝鲜—坦桑尼亚关系
朝鲜—坦桑尼亚关系（：／）是指朝鲜民主主义人民共和国与坦桑尼亚联合共和国历史上与现代的双边关系。两国的外交关系最早可以追溯到桑給巴爾革命后桑给巴尔人民共和国对朝鲜半岛北部政权的承认，桑给巴尔与坦噶尼喀合并为坦桑尼亚后，于1965年与朝鲜正式建立外交关系。

## 政治与军事交流
1964年1月，桑给巴尔的左翼势力发动革命，推翻了原有的苏丹政府。这场革命中，桑给巴尔革命武装接受了来自苏联、中华人民共和国和东德的援助，并在建立政权后迅速承认了朝鲜和东德。同年，桑给巴尔与坦噶尼喀合并，成立坦桑尼亚联合共和国，1965年1月13日，朝鲜与坦桑尼亚正式建立外交关系。
自1970年代起，朝鲜开始援助非洲各国以支持它们的解放斗争。而坦桑尼亚也长期与北韓维持友好关系，直到冷战结束后才与南韓建立正式外交关系。朝鲜外务相金永南曾于1997年访问坦桑尼亚。
2014年，联合国指控乌干达和坦桑尼亚都与朝鲜存在各种武器交易。联合国专家指控称尽管对坦桑尼亚实施了武器禁运，但坦桑尼亚仍进行了非法武器贸易，有18名军事技术人员参与了坦桑尼亚空军F-7喷气式飞机和其他军用飞机的翻新和维护。奥巴马访问坦桑尼亚时曾提出相关质疑，而坦桑尼亚外交部长没有明确承认与否认朝鲜的武器援助，并表示使用来自朝鲜的技术人员并不违反联合国制裁。

## 经贸与医药关系
朝鲜与坦桑尼亚的经贸联系并不深，朝鲜向坦桑尼亚出口少量医疗器械和药品，坦桑尼亚则向朝鲜出售少量咖啡。此外，朝鲜在坦桑尼亚境内开设了数家医疗诊所，2016年，坦桑尼亚政府发现这些诊所存在从事无证医疗活动的违规行为，并关停了两家诊所。

## 外交使团
目前，朝鲜在坦桑尼亚最大城市达累斯萨拉姆设有大使馆，其馆务辖区包括除肯尼亚、乌干达、刚果民主共和国外坦桑尼亚的所有邻国。而坦桑尼亚在朝鲜境内未设大使馆，坦桑尼亚在朝鲜的相关事务由坦桑尼亚驻华大使馆负责。